# Indios Panare o E'ñepa
Gli Indios Panare o E'ñepa anche Panare Eye sono un gruppo etnico di origine caraibica del Venezuela, sono stanziati nel Municipio di Cedeño nella parte occidentale dello Stato di Bolívar e anche in una piccola area nel nord dello Stato di Amazonas, questi due Stati fanno parte della Regione della Guayana venezuelana. Un centinaio di anni fa circa, hanno cominciato a migrare dalla Serrania de Alto Cuchivero, Serrania de Los Panares, le loro zona di origine, verso le savane, pianure sottostanti che si estendono tra i fiumi Cuchivero, Guaniamo e Suapure; oggi occupano un vasto territorio di circa 20.000 km². Sono ancora un piccolo gruppo ca.4500 membri, se lo confrontiamo con gli altri gruppi Caribi della Guayana venezuelana, tuttavia fino a poco tempo fa, rappresentava uno dei gruppi etnici indigeni culturalmente più vigorosi in questo stato, non solo perché erano in netta crescita demografica, ma anche per la sua insolita resistenza all'acculturazione. Infatti, nonostante abbiano contatti permanenti con la società nazionale da circa un secolo, sono ancora per lo più monolingue e molti di loro vivono ancora della loro economia tradizionale: agricoltura, pesca, caccia, raccolta e artigianato. Anche se la caccia è diventata sempre più difficile a causa del progressivo declino delle popolazioni di fauna selvatica, delle savane e delle foreste nella loro area di influenza. 

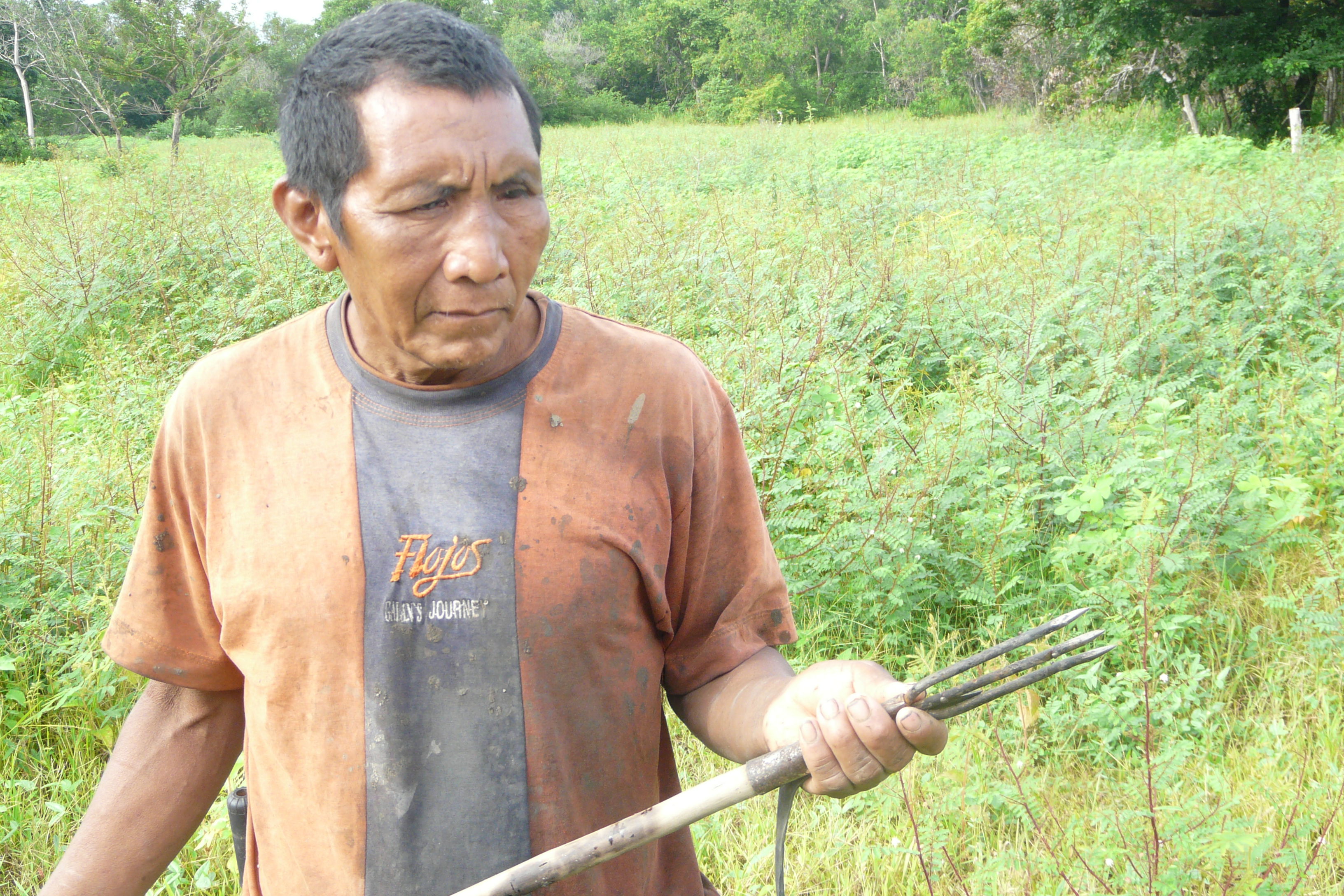
Indio Panare che mostra il suo arpione usato per pescare.

Anche la raccolta di prodotti vegetali selvatici ha perso importanza a causa delle strutture che rappresentano l'emergere di opportunità nei mercato locali (forniture) dove possono acquistare cibo. Oggi, i Panare dedicano meno tempo per la produzione alimentare (agricoltura conucos) e la raccolta di prodotti selvatici, per dedicare più tempo alle attività che generano più reddito dalla vendita di prodotti che sono la caccia e la pesca. Lo sviluppo accelerato di questa regione, a causa dell'estrazione intensiva (principalmente diamanti e bauxite), la costruzione di strade, la presenza missionaria, hanno cominciato a minare le loro credenze, il loro habitat e le loro abitudini, compromettendo seriamente i vari gruppi Panare. Principalmente i Panare praticano un'agricoltura di sussistenza, raccolgono yuca, frutti di buriti, di palma, inoltre raccolgono miele, formiche e vermi commestibili. La pesca è tradizionalmente fatta con barbasco, una pianta tossica usata per anestetizzare e quindi catturare il pesce, ma viene anche pescata con lenze e ganci acquistati dai creoli. La caccia ai tapiri, cervi, era tradizionalmente fatta con lance, ma ora vengono usati anche i fucili. 
Negli ultimi dieci anni ci sono stati grandi cambiamenti nella comunità Panare, in particolare quelli che sono i più vicini alla principale strada che porta da Caicara del Orinoco, che è la capitale del Municipio di Cedeño (Stato di Bolívar) a Puerto Ayacucho, capitale dello stato di Amazonas. Queste comunità sono Chaviripa, Guamal, Corozal e Colorado. Oggi queste comunità hanno generatori di elettricità, strade di accesso, camion e veicoli 4x4 per la mobilitazione dei membri della comunità e dei loro carichi. Parlano la lingua Panare l'E’ñapa Woromaipu, una lingua caraibica. La maggior parte degli uomini sotto i 30 anni capisce e parla spagnolo, ma pochissime donne lo capiscono. Vivono ancora in capanne di paglia, di solito in riva al fiume. Gli uomini indossano tradizionali vestiti di lino che sono tinti di rosso dalla bacca di onoto. Uomini e ragazzi Panare indossano perline blu e bianche intorno alle braccia ,sotto le ginocchia e le caviglie; mentre le donne e le ragazze indossano enormi collane di perle blu e bianche intorno al collo, nonché ai polsi e alle caviglie. Le donne di Panare indossano lunghe stoffe come gonne. I Panare attuano una piccola forma di artigianato, fanno collane con perline e denti animali, intrecciano anche piccoli cesti. Questa ultima attività ha una lunga tradizione, che è cambiata in modo sostenibile attraverso il contatto negli anni '60 con gli Ye'kuana o Maquiritari (gruppo etnico della foresta nella zona dei fiumi Orinoco e Caura al confine tra il Venezuela e il Brasile). Le tecniche di tessitura degli Ye'kuana sono state adattate alle proprie esigenze con ottimi risultati. Amache e perizomi sono fatti su semplici telai. I Panare sono animisti ed appartengono insieme ad altri gruppi etnici delle aree circostanti alla "cultura Orinoco-Parima".